# Taintnops goloboffi
Taintnops goloboffi (лат.) — вид мелких пауков рода Taintnops из семейства Caponiidae. Южная Америка: Чили.

## Описание
Длина самцов до 2,34 мм (самки крупнее — до 3,5 мм). Основная окраска оранжевая (ноги жёлтые, бёдра и голени темнее, брюшко кремово-белое). На головогруди развиты только 2 глаза, расположенные фронтально. Формула ног 4-1-2-3. Карапакс вытянутый, стернум овальный. Вид Taintnops goloboffi был впервые описан в 1994 году американским арахнологом Норманом Платником (Norman I. Platnick; р.1951; Американский музей естественной истории, Манхэттен, Нью-Йорк, США). Таксон Taintnops goloboffi включён в состав рода Taintnops Platnick, 1994. Видовое название T. goloboffi дано по имени чилийского арахнолога Пабло Голобоффа (Pablo A. Goloboff), обнаружившего типовую серию.